# Кочкуші
Кочкуші́ (рос. Кочкуши, ерз. Кочкуши) — присілок у складі Чамзінського району Мордовії, Росія. Входить до складу Отрадненського сільського поселення.

## Населення
Населення — 72 особи (2010; 73 у 2002).
Національний склад (станом на 2002 рік):
- росіяни — 92 %